# LZ 127 Graf Zeppelin

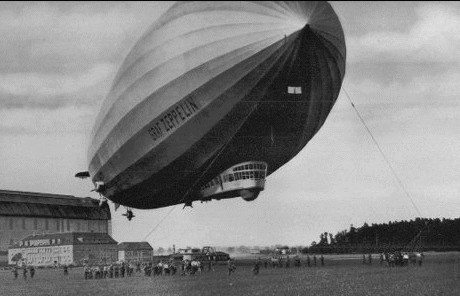
Graf Zeppelin (LZ 127).

El Graf Zeppelin (LZ 127) és un dirigible alemany que completà el 29 d'agost de 1929 la seua primera volta al món, comandat per Hugo Eckener, i que va aterrar a Lakehurst (EUA). Fou el dirigible més gran de la història, amb una llargària total de 236,6 m i un volum de 105.000 m³. Era propulsat per Gas Blau.
El seu viatge durà 21 dies, recorrent 34.600 km. Isqué de Lakehurst, travessant l'Atlàntic i, amb escala a la ciutat alemanya de Friedrichshafen, travessà Europa, els Urals, i Sibèria fins a fer una altra escala a Tòquio. Posteriorment creuà l'oceà Pacífic cap als EUA on, el 26 d'agost i després de 79 hores i 22 minuts de navegació, aterrà a Los Angeles. Finalment, el 29 d'agost retornà al Centre d'Enginyeria Aeroespacial de Lakehurst. Tanmateix, el Graf Zeppelin sobrevolà Barcelona el 16 de maig de 1929, durant la setmana alemanya de l'Exposició Internacional de Barcelona de 1929.
Després del desastre del Hindenburg, la desconfiança pública en la seguretat dels dirigibles s'estengué i es prohibí el viatge de passatgers en tancs d'hidrogen. Un mes després, el Graf Zeppelin fou retirat del mercat i es posà un model en un museu. A l'esclat de la Segona Guerra Mundial, el març de 1940, el Ministre de l'Aire alemany (Reichsluftfahrtminister), Hermann Göring, ordenà la destrucció dels dirigibles restants per a aprofitar les parts d'alumini en la indústria armamentística alemanya.